# HD56809
HD56809 — хімічно пекулярна зоря спектрального класу B9, що має видиму зоряну величину в смузі V приблизно  7,1.
Вона  розташована на відстані близько 883,9 світлових років від Сонця.

## Пекулярний хімічний склад
Зоряна атмосфера HD56809 має підвищений вміст 
Cr
.